# Costantino V di Costantinopoli
Constantino Valiadis, noto anche con lo pseudonimo di Costantino V (Κωνσταντίνος Βαλιάδης, Κωνσταντίνος Ε΄; Chio, 11 gennaio 1833 – Halki, 27 febbraio 1914), è stato un arcivescovo ortodosso greco con cittadinanza ottomana, che ha ricoperto la carica di patriarca ecumenico di Costantinopoli tra il 1897 e il 1901.

## Biografia

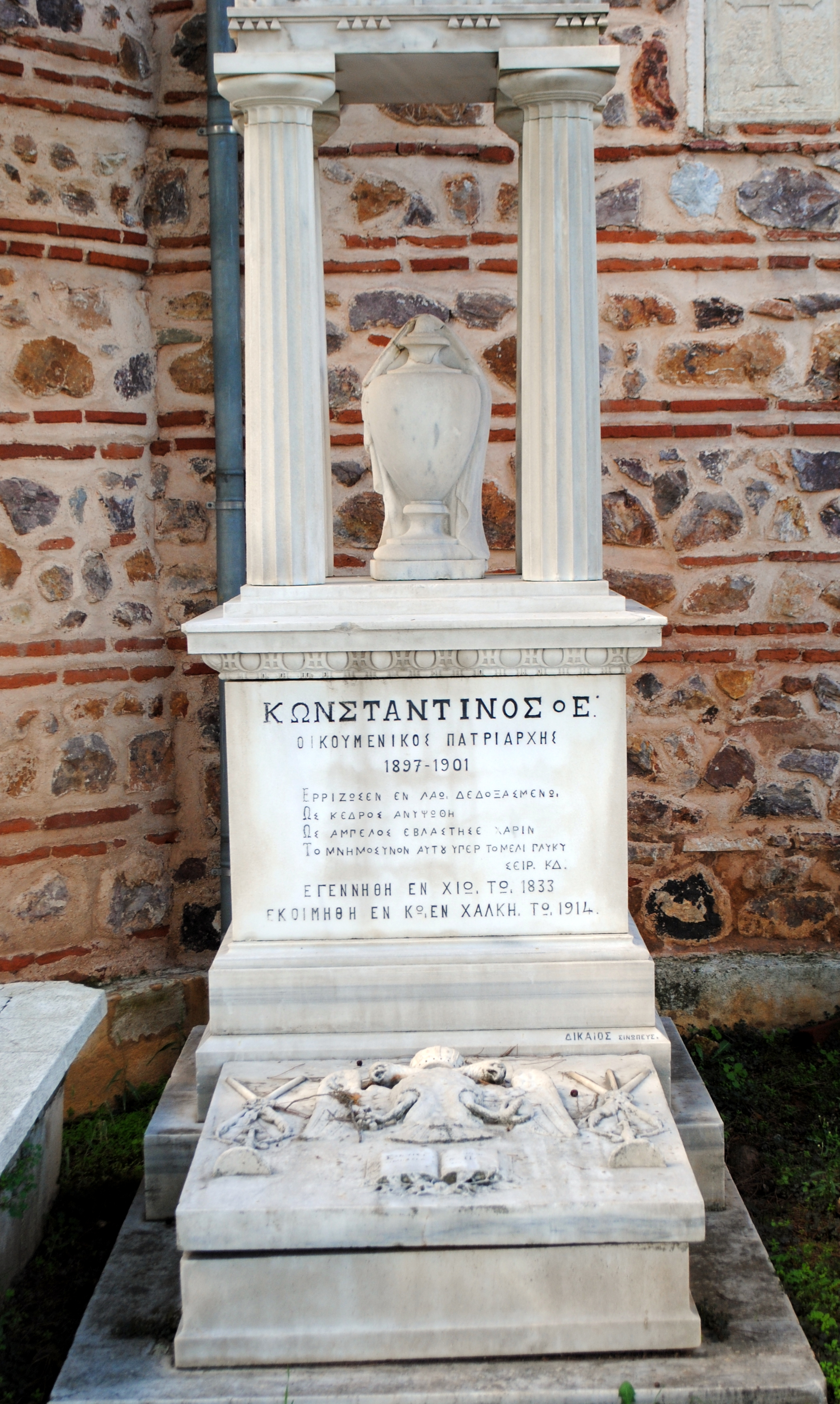
Tomba di Costantino V ad Halki.

Costantino nacque nel novembre 1833 a Vessa, sull'isola di Chio. Suo padre, che era un sacerdote e un insegnante, fu il responsabile dei primi anni della sua educazione. Dopo gli studi, Costantino lasciò l'isola e si iscrisse alla scuola teologica di Halki, dove si diplomò nel 1857. In seguito, proseguì gli studi presso l'Università di Atene.
Quando suo zio fu eletto patriarca come Sofronio III, Costantino lo seguì a Istanbul e divenne il suo segretario. Nel 1864, fu ordinato diacono e continuò a servire suo zio anche dopo che era stato deposto nel 1866. Sofronio mandò Costantino in Europa per completare i suoi studi, a Strasburgo, Svizzera e Heidelberg. Nel 1872, Costantino divenne segretario del Santo Sinodo e due anni dopo fu ordinato sacerdote. Nel 1876 fu consacrato vescovo e prestò servizio nella metropolia di Mitilene, sull'isola di Lesbo. Nel 1893, rilevò la metropolia di Efeso. Nel frattempo, fu candidato per il trono patriarcale nelle elezioni del 1884,  del 1887 e del 1891. Alla fine, il 2 aprile 1897, dopo le dimissioni di Antimo VII, Costantino fu eletto patriarca.
Durante il suo patriarcato, nominò una commissione per pubblicare il testo originale del Nuovo Testamento in una versione ufficiale del Patriarcato, un'idea che coltivava da molti anni. Questa versione finì per essere pubblicata dopo che lasciò il trono nel 1904 a sue spese. Costantino aveva anche un interesse particolare per i sermoni e la musica ecclesiastica bizantina. Un'altra questione importante fu l'interruzione delle relazioni con il Patriarcato di Antiochia, che si era avvicinato alla Chiesa anglicana. Durante il suo patriarcato, tutte le diocesi macedoni furono elevate allo stato di metropolie.
Durante la Settimana Santa del 1901, a seguito dei suoi sermoni come patriarca, un gruppo di vescovi metropolitani chiese le sue dimissioni. Un portavoce della Sublime Porta provò a conciliare le fazioni in lotta, ma non ci riuscì. Alla fine, il Venerdì Santo fu firmato un decreto imperiale che deponeva Costantino dal patriarcato.
Successivamente, Costantino si ritirò a Halki (Heybeliada), dove morì per complicazioni dovute al diabete il 27 febbraio 1914. Nel settembre 2015 fu inaugurato un busto in suo onore nella piazza centrale di Vessa, a Chio, dal patriarca Bartolomeo.